# Ольховський Іван Андрійович
Ольховський Іван Андрійович  (* 9 жовтня 1960, Вижгів, Любомльський район, Волинська область) — український журналіст.

## Біографія
Народився 9 жовтня 1960 року в селі Вижгів Любомльського району Волинської області. Закінчив із відзнакою Володимир-Волинське педагогічне училище імені А.Ю. Кримського (1980) та факультет журналістики Київського державного університету ім. Т. Г. Шевченка (1985). Працює у пресі.
Працював на різних посадах у Броварській міськрайонній газеті «Нове життя», республіканському дитячому тижневику «Зірка». Був головним редактором тижневиків «Гарт», «Патріот України», «Українська газета», «Українська газета плюс». 
Перші публікації з’явились у Володимир-Волинській міськрайонній газеті «Слово правди» (1977). 
Уперше вірші прозвучали на Українському телебаченні (1981). У цьому ж році вони друкувались у Любомльській районній газеті «Радянське життя». Відзначались на поетичному конкурсі, організованому газетою «Київська правда» (1987). 
Співавтор сценарію художньо-публіцистичного фільму «Море і Україна» (1993), створеному на кіностудії «Дана». 
Добірки віршів уміщували літературний альманах «Криниця» (1994), журнал «Київ» (2002). Звучали вони по Українському радіо. Низку їх покладено на музику. Окремою збіркою під назвою «Меланхолія» твори побачили світ у редакції газети «Гарт» (2002).
Входив до журі конкурсів авторської пісні «Українська хвиля» (Суми, 2003), «Тернова струна» (Кривий Ріг, 2003), Всеукраїнського молодіжного фестивалю поезії та авторської пісні «Відкриті небеса» (Київ, 2006). Окремими книгами побачили світ історико-документальний нарис «Боротьба за незалежність України на Броварщині» (2006), дослідження українсько-польського протистояння у Любомльському та Шацькому районах Волинської області «Кривава Волинь» (2008).
Написав передмови до книг мемуарів Тараса Бульби-Боровця «Армія без держави» та Юрія Тютюнника «Спогади генерал-хорунжого» (Київ, «Книга роду», 2008), нариси про шефа штабу УПА Юрія Ступницького («Гончаренка»), командира загону УПА Порфира Антонюка («Сосенка»), курінного УПА Олексу Брися («Остапа»), політв’язнів Данила Шумука («Боремського»), Івана Покровського («Донського») та інші, які друкувались в «Українській газеті», «Українській газеті плюс», «Часі Руху» у 2003-2008 роках.
У доробку Івана Ольховського — вигадана історія Юрія Коваленка, так званого офіцера з особливих доручень командувача Першого Українського фронту Миколи Ватутіна, яка стала основою для розповсюдження низки фальсифікацій про Жукова та Ватутіна.